# Sandrine Gruda
Sandrine Gruda (* 25. Juni 1987 in Cannes) ist eine ehemalige französische Basketballspielerin.

## Laufbahn
Gruda wuchs im französischen Überseegebiet Martinique auf. Ihr 2,07 Meter großer Vater Ulysse Gruda bestritt sieben Länderspiele für die französische Basketballnationalmannschaft. Sandrine Gruda betrieb als Jugendliche zeitweise auch Turnen, Leichtathletik, Tanz und Bogenschießen. Nach der Basketball-Grundausbildung auf Martinique kam sie im Alter von 15 Jahren nach Toulouse und wurde im dortigen Leistungsstützpunkt gefördert, danach bis 2005 am nationalen Leistungszentrum INSEP.
Von 2005 bis 2007 war die 1,95 Meter große Innenspielerin Mitglied des französischen Erstligisten US Valenciennes, 2007 gewann sie mit dem Verein die Landesmeisterschaft. Gruda wechselte anschließend nach Russland zu UMMC Jekaterinburg. 2013 und 2016 errang sie mit Jekaterinburg den Sieg in der EuroLeague. Im Sommer 2016 nahm sie ein Angebot von Fenerbahçe Istanbul an.
In der Saison 2017/18 spielte sie bis Dezember 2017 bei Lyon ASVEL Féminin in Frankreich, hernach beim auf Zypern beheimateten türkischen Erstligisten Yakin Dogu. Im Sommer 2018 schloss sich Gruda dem Verein Famila Schio (Italien) an. Nach vier Jahren in Italien, in denen sie vier Titel gewann, unterzeichnete Gruda im Sommer 2022 einen Vertrag bei Lyon ASVEL Féminin in ihrem Heimatland. Im August 2024 gab sie das Ende ihrer Laufbahn als Berufsbasketballspielerin bekannt.

### WNBA
Außerhalb der Spieljahre in Europa war Gruda in den WNBA in den Vereinigten Staaten beschäftigt, nachdem sie beim Draftverfahren im Jahr 2007 an 13. Stelle aufgerufen worden war. In den Spielzeiten 2008, 2009 und 2010 stand sie bei Connecticut Sun sowie 2014, 2016 und 2017 bei den Los Angeles Sparks unter Vertrag. 2016 gewann sie mit Los Angeles als erste Französin den WNBA-Meistertitel.

### International
Sie wurde 2009 Europameisterin, 2012 gewann sie Silber bei den Olympischen Spielen. 2016 und 2021 nahm Gruda ebenfalls an Olympia teil. Im November 2022 machte sie der neue französische Nationaltrainer Jean-Aimé Toupane zur Spielführerin der französischen Auswahl. Für die Olympischen Spiele 2024 wurde sie von Toupane nicht berücksichtigt. Insgesamt bestritt Gruda 225 Länderspiele für Frankreich, in denen sie eine Gesamtanzahl von 2878 Punkten erzielte.

### Erfolge
- Europameisterin 2009
- Silbermedaille bei den Olympischen Spielen 2012
- Bronzemedaille bei den Olympischen Spielen 2020
- Silbermedaille bei den Europameisterschaften 2013, 2015, 2019
- Bronzemedaille bei der Europameisterschaft 2011, 2023
- EuroLeague-Siegerin 2013, 2016
- Eurocup-Siegerin 2023[21]
- Französische Meisterin 2007, 2023
- Französische Pokalsiegerin 2007
- Russische Meisterin 2009, 2010, 2011, 2012, 2013, 2014
- Russische Pokalsiegerin 2009, 2010, 2011, 2012, 2013, 2014
- WNBA-Meisterin 2016
- Italienische Meisterin 2019, 2022[22]
- Italienische Pokalsiegerin 2021,[23] 2022[24]
- Europas Basketballspielerin des Jahres 2009
- Beste Spielerin der französischen Liga 2006, 2007
- Beste Spielerin der russischen Liga 2009